# Vaso di fiori (Marie Blancour)
Vaso di fiori è un dipinto di Marie Blancour. Eseguito negli anni cinquanta del seicento, è conservato nella National Gallery di Londra.

## Descrizione
Si tratta dell'unico dipinto noto dell'autrice, identificata dalla firma visibile sul tavolo sotto la base del vaso. Fra i fiori riprodotti, un narciso giallo sulla sinistra, una primula bianca e viola al centro e un viburnum lantana bianco piegato in avanti in primo piano.